# Fredericksburg Gunners
El Fredericksburg Gunners fue un equipo de fútbol de los Estados Unidos que alguna vez jugó en la USL Premier Development League, la cuarta liga de fútbol en importancia en el país.

## Historia
Fue fundado en diciembre del año 2006 en la ciudad de Fredericksburg, Virginia, como uno de los equipos de expansión de la USL Premier Development League para la temporada 2007 y contaba con jugadores provenientes de Coventry City FC y el Southampton FC, ambos de Inglaterra.
En la temporada 2008 se clasificaron en la US Open Cup por primera vez en su historia, aunque fueron eliminados en la primera ronda por el Richmond Kickers de la USL Second Division con un marcador de 0-3.
Después de tres temporadas en las que el club no se pudo clasificar a los playoffs, los propietarios del club decidieron desaparecer al equipo al finalizar la temporada 2009.

## Temporadas
| Año  | División | Liga    | Temporada Regular | Playoffs     | US Open Cup  |
| ---- | -------- | ------- | ----------------- | ------------ | ------------ |
| 2007 | 4        | USL PDL | 5º, Mid Atlantic  | No clasificó | No clasificó |
| 2008 | 4        | USL PDL | 2º, Mid Atlantic  | No clasificó | 1.ª Ronda    |
| 2009 | 4        | USL PDL | 6º, Mid Atlantic  | No clasificó | No clasificó |

## Estadios
- Fredericksburg Field House; Fredericksburg, Virginia (2007–08)
- Fredericksburg Academy; Fredericksburg, Virginia (2009)

## Entrenadores
- Paul Williams (2006)
- Cristian Neagu (2007-09)